# 0년대
0년대는 기원전 1년부터 9년까지를 가리킨다. 사람들은 대부분 0년부터 9년까지로 알고 있으나, 정확히 말해서 그레고리력과 율리우스력에는 0년이란 단위가 없지만 대신 천문학에서는 계산의 편의를 위해 기원전 1년을 0년이라고 정의해서 0년은 기원전 1년으로 고쳐야 한다.